# Jimmie Lunceford
Jimmie Lunceford (Fulton vagy Fulton, 1902. június 6. – Seaside, 1947. július 12. vagy 1947. július 13.) amerikai altszaxofonos, zenekarvezető.

Jimmie Lunceford az 1930-as évek legjobb swingzenekarát vezette. A korszak legkiválóbb zenekarvezetői közül sokan nyíltan utánoztak a „Lunceford showt”.

## Pályakép
Lunceford a Colorado állambeli Denverben töltötte formáló éveit, ahol Paul Whiteman apja keze alatt tanult zenélni.
Lunceford a New York-i City College-ba járt. Az iskolai szünetekben olyan művészekkel lépett fel, mint Wilbur Sweatman, Elmer Snowden, John C. Smith, Deacon Jones.
1922-ben George Morrison zenekarában szaxofonozott. 1927-ben diákzenekart alapított, amellyel a Syncopatersnek 1930-ban megjelent első lemezfelvétele. 1933-ban New Yorkba költöztek, és rövidesen a Cotton Clubban játszottak Jimmie Lunceford Orchestra néven, és hamarosan az ország egyik legjobb zenekarává váltak.
Lunceford zenekara hamarosan kialakította saját egyedi hangzását. Neves zenész volt itt Eddie Durham, Trummy Young, Willie Smith, Joe Thomas, Paul Webster, Eddie Wilcox.
1939-ben Oliver kilépett az együttedből és Tommy Dorsey-hoz csatlakozott. Oliver elvesztése ellenére a zenekar stabil maradt 1942-ig, amikor − belső konfliktusok miatt − Lunceford elbocsátotta legjobb zenészeit.
Luncefordot extravaganciája miatt nehéz esetnek tartották. Emberei az ország legrosszabbul fizetett zenészei közé tartoztak. Lunceford nem ellenőrizte saját csoportja pénzügyeit.
Lunceford zenekara még az 1940-es években is népszerű volt, bár új felállásában soha nem érte el a korábbi zenekara. 1947-ben Lunceford egy éjszaka hirtelen meghalt. Bár hivatalosan szívinfarktust állapítottak meg, ám az a hír járta, hogy egy rasszista étteremtulajdonos mérgezte meg.

## Albumok
- 1956: Lunceford Special (1939-1940)
- 1968: Jazz Heritage Series #3−Jimmie Lunceford 1: Rhythm Is Our Business (1934-1935)
- 1968: Jazz Heritage Series #6−Jimmie Lunceford 2: Harlem Shout (1935-1936)
- 1968: Jazz Heritage Series #8−Jimmie Lunceford 3: For Dancers Only (1936-1937)
- 1968: Jazz Heritage Series #15‴Jimmie Lunceford 4: Blues In The Night (1938-1942)
- 1980: Jazz Heritage Series #21−Jimmie Lunceford 5: Jimmie's Legacy (1934-1937)
- 1989: Margie (1946-1947)
- 1994: For Dancers Only (1935-1937)
- 1998: Swingsation: Jimmie Lunceford (1935-1939)

### Kislemezek
- 1930: In Dat Mornin'/Sweet Rhythm
- 1933: Flaming Reeds and Screaming Brass/While Love Lasts
- 1934: Jazznocracy/Chillun, Get Up
- 1934: White Heat/Leaving Me
- 1934: Breakfast Ball/Here Goes
- 1934: Swingin' Uptown/Remember When

## Díjak
- The Memphis Music Hall of Fame